# Бра (Италия)
Бра (итал. Bra) — коммуна в Италии, располагается в регионе Пьемонт, в провинции Кунео.
Население составляет 28000 человек (2008 г.), плотность населения составляет 495 чел./км². Занимает площадь 59 км². Почтовый индекс — 12042. Телефонный код — 0172.
Является членом организации «Медленный город» (итал.  Cittaslow).
Покровительницей коммуны почитается Пресвятая Богородица (Madonna dei Fiori), празднование 8 сентября.

## История
В конце XIX — начале XX века на страницах «Энциклопедического словаря Брокгауза и Ефрона» Бра описывалась следующими словами: «Здесь добывается отличный шелк и прекрасное вино и перерабатываются конопля и кожа. Интересна по своему оригинальному стилю выстроенная архитектором Белитоне в 1742 церковь Санта-Киара. В трех километрах от города, при Танаро на месте древней Полленции, находится Полленцо с королевским дворцом (построенным в средние века, но реставрированным) и с остатками водопровода, амфитеатра, театра и храма».

## Города-побратимы
- Шпрайтенбах, Швейцария (1990)
- Вайль-дер-Штадт, Германия (2001)
- Коррал-де-Бустос, Аргентина (2007)
- Санто-Сости, Италия (2007)
- Гуальдо-Тадино, Италия (2011)

## Администрация коммуны
- Официальный сайт: http://www.comune.bra.cn.it/